# Charlie Brown (chanson de Benito di Paula)
Pour les articles homonymes, voir Charlie Brown (homonymie).
 (juin 2024).
La mise en forme du texte ne suit pas les recommandations de Wikipédia : il faut le « wikifier ».
Les points d'amélioration suivants sont les cas les plus fréquents :
- Les titres sont pré-formatés par le logiciel. Ils ne sont ni en capitales, ni en gras.
- Le texte ne doit pas être écrit en capitales (les noms de famille non plus), ni en gras, ni en italique, ni en « petit »…
- Le gras n'est utilisé que pour surligner le titre de l'article dans l'introduction, une seule fois.
- L'italique est rarement utilisé : mots en langue étrangère, titres d'œuvres, noms de bateaux, etc.
- Les citations ne sont pas en italique mais en corps de texte normal. Elles sont entourées par des guillemets français : « et ».
- Les listes à puces sont à éviter, des paragraphes rédigés étant largement préférés. Les tableaux sont à réserver à la présentation de données structurées (résultats, etc.).
- Les appels de note de bas de page (petits chiffres en exposant, introduits par l'outil «  Source ») sont à placer entre la fin de phrase et le point final[comme ça].
- Les liens internes (vers d'autres articles de Wikipédia) sont à choisir avec parcimonie. Créez des liens vers des articles approfondissant le sujet. Les termes génériques sans rapport avec le sujet sont à éviter, ainsi que les répétitions de liens vers un même terme.
- Les liens externes sont à placer uniquement dans une section « Liens externes », à la fin de l'article. Ces liens sont à choisir avec parcimonie suivant les règles définies. Si un lien sert de source à l'article, son insertion dans le texte est à faire par les notes de bas de page.
- La présentation des références doit suivre les conventions bibliographiques. Il est recommandé d'utiliser les modèles {{Ouvrage}}, {{Chapitre}}, {{Article}}, {{Lien web}} et/ou {{Bibliographie}}. Le mode d'édition visuel peut mettre en forme automatiquement les références.
- Insérer une infobox (cadre d'informations à droite) n'est pas obligatoire pour parachever la mise en page.

Pour une aide détaillée, merci de consulter Aide:Wikification.
Si vous pensez que ces points ont été résolus, vous pouvez retirer ce bandeau et améliorer la mise en forme d'un autre article.
Singles de Benito di Paula
Além de tudo
(1974) Beleza Que Você é Mulher
(1975)
Charlie Brown est un single de samba de 1974 du chanteur brésilien Benito di Paula, qui a composé et écrit les paroles. C'est devenu un « tube » et une chanson signature de Di Paula. En 1975, il a sorti la chanson « Charlie Brown » à l'étranger, qui a connu un grand succès au niveau international, au point qu'il a été repris par des artistes internationaux en portugais, ainsi que dans leurs langues. Le titre fait référence au personnage de Charlie Brown de la série de dessins animés Peanuts.

## Genèse
Cette chanson a mis 5 ans à composer, à partir de 1969, l'année où Di Paula vivait dans une pension de famille italienne à Santos, où il voyait les autres résidents lire des bandes dessinées Peanuts. Lorsque Di Paula a demandé ce qui se passait dans les bandes dessinées, il a demandé que les dessins soient traduits, et avec cela, il est devenu enchanté par le personnage de Charlie Brown et a décidé d'écrire une chanson sur lui, invitant le personnage de fiction au Brésil.
Les paroles de la chanson regorgent de références au Brésil, à ses divers reliefs et cultures, ainsi qu'à ses personnages célèbres.
Dans le deuxième couplet de la chanson, Di Paula mentionne ses collègues musiciens Vinícius de Moraes, Jorge Ben Jor et Luiz Gonzaga, qui faisaient partie de l'opposition politique brésilienne à la Junte militaire brésilienne au pouvoir à l'époque, et l'équipe de football de Rio de Janeiro, CR Flamengo, qui possède la plus grande base de fans au niveau national.
Dans son quatrième couplet, il fait référence à São Paulo par son surnom de « Terra da garoa » (« Terre de bruine »), il cite une citation du musicien Caetano Veloso, de l'état de Bahia, de l'artiste Carlos Imperial et du le verset se termine en citant le Carnaval de Rio, idéalisant le Brésil dans son cœur.

## Performance dans les hits-parades
Il a été enregistré pour la première fois en 1974 à l'Estúdio Reunidos de São Paulo par le label Copacabana, étant son quatrième album pour le même label et sorti le 1er octobre 1974, qui est devenu sa chanson la plus populaire et la plus jouée.
La chanson a été très bien accueillie au Brésil, devenant le plus grand succès des charts musicaux nationaux en 1975. Peu de temps après sa sortie, Di Paula a été invité à faire partie de la délégation brésilienne qui a participé au MIDEM+ (Marché international du disque et de l'édition musicale) en Cannes, où il a eu trois minutes pour présenter de la musique, et il a choisi « Charlie Brown ». Il a également été très bien accueilli par le public européen. La chanson est devenue encore plus populaire en Europe, après que le trio belge Two Man Sound l'ait reprise en portugais dans une version disco-samba en 1975,.

## Versions

### Version de Two Man Sound
Singles de Two Man Sound
Vini Vini
(1973) Oye Come Va
(1976)
- La chanson a notamment été reprise par le trio belge Two Man Sound, dans sa version originale portugaise, mais dans un style disco-samba plus rapide en 1975[5]. Il a culminé à la septième place en Allemagne et à la première place en Belgique dans les charts musicaux en 1975[6].

### Versions dans d'autres langues
| Artiste                 | Album                                          | Détails                                                        |
| ----------------------- | ---------------------------------------------- | -------------------------------------------------------------- |
| Ton van Kluyve          | Mijn Hoempapa                                  | - Sorti : 1975 - Adaptation en néerlandais - Format : 45 tours |
| Benny                   | Amigo Charly Brown/Wir Sind Nicht Mehr Zu Jung | - Sorti : 1975 - Adaptation en allemand - Format : 45 tours    |
| Guy Mardel              | Prends Des Vacances Charlie                    | - Sorti : 1975 - Adaptation en français - Format : 45 tours    |
| Sylvia Vrethammar       | Sylvia                                         | - Sorti : 1976 - Adaptation en anglais - Format : 45 tours     |
| Vikingarna              | Kramgoa Låtar 3                                | - Sorti : 1976 - Adaptation en suédois - Format : LP           |
| Virve Rosti             | Tuolta Saapuu Charlie Brown                    | - Sorti : 1976 - Adaptation en finnois - Format : 45 tours     |
| Emmanouil Iordanopoulos | Tzorntanélli                                   | - Sorti : 1976 - Adaptation en grecque - Format : LP           |
| Pavel Liška             | Gong 3                                         | - Sorti : 1977 - Adaptation en tchèque - Format : LP           |
| Trio Express            | Express                                        | - Sorti : 1983 - Adaptation en roumain - Format : LP           |
| Bjørn & Okay            | Hej Med Dig                                    | - Sorti : 1997 - Adaptation en danois - Format : LP            |
| Kuldsed Lindid          | Kaua                                           | - Sorti : 2001 - Adaptation en estonien - Format : LP          |

## Liste des pistes
Single 45 tours  (Copacabana)
A. Charlie Brown (4:17)
Single 45 tours (Vogue/Carnaby)
A. Charlie Brown (4:17)
B. Beleza que é você mulher (4:43)
Single 45 tours (Telefunken)
A. Charlie Brown (4:15)
B. Pare, olhe e viva (3:55)
Single 45 tours (Eleven)
A. Charlie Brown (4:17)
B. Na casa de sinha (3:35)